# پریسکوس

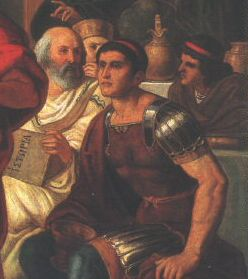
پریسکوس (سمت چپ) به همراه سفیر روم در دربار آتیلا. پریسکوس در این تصویر کتاب تاریخ خود را در دست دارد.

پریسکوس (انگلیسی: Priscus) از دیپلمات‌های رومی سده پنجم بود که به عنوان یک تاریخ‌دان و خطیب یونانی نیز شهرت دارد.
پریسکوس اثری تاریخی به زبان یونانی در هشت جلد نوشت با عنوان «تاریخ بیزانس» (به یونانی: Ἱστορία Βυζαντιακή) (که احتمالاً عنوان اصلی آن فرق می‌کرده‌است) این تاریخ‌نامه احتمالاً از زمان آتیلا تا زنون، امپراتور بیزانس را پوشش می‌داده است. کتاب تاریخ پریسکوس در زمان امپراتوری بیزانس کتابی مهم و پرنفوذ بود اما امروزه تنها بخش‌هایی از آن به جا مانده است.